# Darleane C. Hoffman
Darleane Christian Hoffman (* 8. listopadu 1926 Terril, Iowa) je americká jaderná chemička a spoluobjevitelka seaborgia, prvku 106. Je vedoucí výzkumnicí na oddělení jaderné fyziky Lawrence Berkeley National Laboratory a profesorkou postgraduálního studia na Kalifornské univerzitě v Berkeley. Na počest jejích mnoha úspěchů ji časopis Discover v roce 2002 zařadil mezi 50 nejdůležitějších žen ve vědě.

## Mládí avzdělání
Narodila se 8. listopadu 1926 v Terrilu v Iowě jako Darleane Christian. Její otec byl učitelem matematiky a její matka autorkou a režisérkou divadelních her.
Když byla v prvním ročníku na Iowa State College (nyní Iowa State University), absolvovala povinný předmět chemie, který přednášela Nellie May Naylor, a rozhodla se studijně více zaměřit na tento obor. V roce 1948 získala bakalářský titul a v roce 1951 na Iowa State University obhájila doktorát z chemie (nukleární).

## Kariéra
Darleane C. Hoffman byla chemičkou v Národních laboratořích Oak Ridge a v roce 1953 se přesunula do Národní laboratoře Los Alamos. V roce 1979 se stala vedoucí oddělení chemie a nukleární chemie. Tuto pozici opustila v roce 1984, kdy přijala nabídku stát se profesorkou na katedře chemie Kalifornské univerzity v Berkeley a vedoucí výzkumné skupiny v Lawrence Berkeley National Laboratory. V roce 1991 zde založila Seaborg Institute for Transactinium Science a stala se jeho první ředitelkou.
Během své kariéry studovala chemické a jaderné vlastnosti transuranů a dokázala existenci seaborgia.